# GTT (azienda)
Il Gruppo Torinese Trasporti s.p.a. (GTT) è una società per azioni della città di Torino, controllata tramite la finanziaria FCT Holding, concessionaria del servizio di trasporto pubblico locale nel territorio comunale e nell'area metropolitana torinese, oltre che della gestione dei parcheggi di scambio e della sosta tariffata (servizi alla mobilità), pubblicità e servizio consulenza rivolto ad altre aziende del settore.

## Servizi gestiti
GTT nacque il 1º gennaio 2003 dalla fusione delle due preesistenti aziende di trasporti torinesi: ATM, gestore operativo del trasporto pubblico nel territorio comunale e dei parcheggi di scambio, e SATTI, gestore operativo dei trasporti in ambito regionale e della linea 1 della metropolitana di Torino.
L'azienda gestisce nel territorio comunale gran parte della rete di autobus, la metropolitana e l'intera rete tranviaria estendendo diverse sue linee all'area metropolitana e alla città metropolitana circostanti. Gestisce inoltre alcune autolinee extraurbane per le provincie di Alessandria, Asti e Cuneo.
Sempre per conto del comune la società gestisce la segnaletica e alcuni servizi turistici: l'ascensore della Mole Antonelliana, la tranvia Sassi-Superga, i tram ristorante, la linea tranviaria storica 7 e la navetta per la reggia di Venaria Reale.
Fino al 31 dicembre 2023, GTT ha gestito anche l'infrastruttura di due linee ferroviarie, la ferrovia Torino-Ceres e la ferrovia Canavesana, successivamente passate in gestione a Rete Ferroviaria Italiana (RFI).
I servizi di trasporto pubblico locale coprono l'area di Torino e di 25 comuni circostanti, registrando un'utenza di 640 000 clienti al giorno con 55,6 milioni di km percorsi all'anno. Il servizio di trasporto extraurbano copre 220 comuni e ha un'utenza di 51 000 clienti al giorno con 13,4 milioni di km percorsi all'anno.

### Trasporto pubblico

#### Autobus
GTT gestisce la rete autobus urbana e suburbana del comune di Torino. Di concerto con la rete tranviaria essa è regolata da una griglia sviluppata nel 1982 al fine di raggiungere ogni punto della città con al massimo un cambio. In totale si tratta di circa 90 linee.
- Linea 2 Via Ponchielli - Via Corradino
- Linea 5 Piazza dalla Chiesa (Orbassano) - Piazza Arbarello
- Linea 5/ Via Bertani (Cimitero Parco) - Piazza Arbarello
- Linea 6 Piazza Hermada - Piazza Carlo Felice
- Linea 8 Via Mezzaluna (San Mauro) - Corso Bolzano
- Linea 10N Via Massari - Piazza XVIII Dicembre
- Linea 11 Via Leopardi (Venaria Reale) - Corso Stati Uniti
- Linea 12 Via Allason - Corso Vittorio Emanuele II
- Linea 13 Piazza Campanella - Piazza Gran Madre di Dio
- Linea 13N Via Servais - Piazza Campanella
- Linea 13 Via Servais - Piazza Campanella - Piazza Gran Madre
- Linea 14 Via Amendola (Nichelino) - Piazza Solferino
- Linea 17 Ospedale di Rivoli - Via Ventimiglia
- Linea 17/ Via Crea (Grugliasco) - Via Ventimiglia
- Linea 18 Piazza Sofia - Piazzale Caio Mario
- Linea 19 Corso Cadore - Corso Bolzano
- Linea 19N Largo Donatori di Sangue - Cimitero Monumentale
- Linea 20 Via Piave / Via Paganini (Settimo Torinese) - Corso Vercelli (Park Stura) - Piazza Mochino (San Mauro)
- Linea 21 Via Scialoja - Piazza Baldissera
- Linea 22 Corso Sebastopoli - Strada Cascinette
- Linea 24 Via Vigliani - Strada Cascinette
- Linea 25 Via Lombardia (Settimo Torinese) - Lungo Stura Lazio
- Linea 26 Corso Vercelli (Park Stura) - Borgata di Villaretto - Via Italia (Borgaro)
- Linea 27 Via Anglesio - Via XX Settembre
- Linea 29 Piazzale Vallette - Piazza Solferino
- Linea 30 Via Gozzano (Chieri) - Corso San Maurizio
- Linea 32 Piazza Robotti (Alpignano) - Corso Tassoni
- Linea 33 Corso Papa Giovanni XXIII (Collegno) - Corso Vittorio Emanuele II - Piazzale Adua
- Linea 34 Cimitero Parco / Strada Torino (Beinasco) - Via Ventimiglia
- Linea 35 Via Amendola (Nichelino) - Via Artom
- Linea 35N Via Verdi (Candiolo) - Villaggio Dega (Vinovo) - Via Trento (Nichelino)
- Linea 36 Piazza Martiri della Libertà (Rivoli) - Piazza Massaua
- Linea 36N Ospedale di Rivoli - Castello di Rivoli / Stazione Alpignano-Rivoli / Bruere - Tetti Neirotti
- Linea 38 Piazzale Caio Mario - Corso Maroncelli - Via Minghetti (Collegno)
- Linea 38S Via De Amicis (Collegno) - Via Crea (Grugliasco)
- Linea 39 Piazza Baden Baden (Moncalieri) - Piazzale Caio Mario
- Linea 40 Piazzale Caio Mario - Piazza Massaua
- Linea 41 Via Pannunzio (Stazione Lingotto) - Via Orbassano (Borgaretto)
- Linea 42 Via Marsigli - Via Ventimiglia
- Linea 43 Via Gorizia (Rivalta) - Via Goito (Moncalieri)
- Linea 44 Via Portalupi (Collegno) - Via Don Borio (Grugliasco)
- Linea 44S Via Portalupi (Collegno) - Via Crea (Grugliasco) - Piazza Omero
- Linea 45 Piazza Carducci (Santena) - Piazza Carducci - Corso Maroncelli
- Linea 45/ Piazza Cosma e Damiano (Santena) - Piazza Carducci
- Linea 46 Via Lombardore (Leini) - Corso Bolzano
- Linea 47 Piazza Freguglia (Cavoretto) - Piazza Carducci
- Linea 48 Ospedale San Luigi (Orbassano) - Via Orbassano (Borgaretto)
- Linea 49 Via Lombardia (Settimo Torinese) - Corso Bolzano
- Linea 50 Via delle Querce - Ospedale San Giovanni Bosco - Corso XI Febbraio
- Linea 51 Corso Vercelli (Park Stura) - Corso Bolzano
- Linea 52 Via Scialoja - Piazzale Adua
- Linea 53 Ospedale San Vincenzo - Corso San Maurizio
- Linea 54 Corso Gabetti - Strada Mongreno - Strada del Mainero - Piazzale Adua
- Linea 55 Via Moncalieri (Grugliasco) - Corso Farini
- Linea 56 Corso Tirreno (Grugliasco) - Largo Tabacchi
- Linea 58 Via Allason - Via Bertola
- Linea 58/ Via Grosso - Via Bertola
- Linea 59 Largo Oropa (Druento) - Piazza Solferino
- Linea 59/ Piazzale Vallette - Piazza Solferino
- Linea 60 Via Paris - Corso Inghilterra
- Linea 61 Via Mezzaluna (San Mauro) - Corso Vittorio Emanuele II
- Linea 62 Piazza Sofia - Piazzale Caio Mario
- Linea 63 Via Negarville - Piazza Solferino
- Linea 63/ Piazzale Caio Mario - Stazione Lingotto
- Linea 64 Via Napoli (Grugliasco) - Corso Vittorio Emanuele II
- Linea 65 Via Servais - Corso Bolzano
- Linea 66 Via Crea (Grugliasco) - Corso Farini
- Linea 67 Piazza Marconi (Moncalieri) - Piazza Arbarello - Via Scialoja
- Linea 68 Via Cafasso - Via Frejus
- Linea 69 Via Italia (Borgaro) - Via Fossata
- Linea 70 Piazza Failla (Moncalieri) - Corso San Maurizio
- Linea 71 Via Farinelli - Via Servais
- Linea 72 Corso Machiavelli (Venaria Reale) - Via Bertola
- Linea 72/ Corso Machiavelli (Venaria Reale) - Via Bertola
- Linea 73 Via Bonsignore - Piazza Zara
- Linea 74 Via Gorini - Via Ventimiglia
- Linea 75 Piazzale Vallette - Largo Tabacchi
- Linea 76 Via Olevano (Grugliasco) - Viale Partigiani (Collegno)
- Linea 77 Via Sandre (Venaria Reale) - Corso Cadore
- Linea 78 Largo Casale - Strada Alta di Mongreno
- Linea 79/ Tranvia Sassi-Superga: (Servizio sostitutivo) / Via Cordova (Baldissero Torinese)
- Linea 80 Piazza Caduti per la Libertà (Moncalieri) - Strada Moncalvo
- Linea 81 Via delle Primule (Moncalieri) - Corso Maroncelli
- Linea 82 Piazza Caduti per la Libertà (Moncalieri) - Strada Carpice (Moncalieri)
- Linea 83 Via Goito - Movicentro (Trofarello) - Strada Bauducchi (Moncalieri) - Villastellone
- Linea 84 Via Corradino - Strada Carpice (Moncalieri)
- Linea 86/ Via Di Vittorio (Venaria Reale) - Via Claviere (Pianezza)
- Linea 88 Piazza Cattaneo - Via Crea (Grugliasco)
- Linea 89 Via Moriondo (Rivalta) - Via Crea (Grugliasco)
- Linea 89/ Via Portalupi (Collegno) - Via Crea (Grugliasco)
- Linea 90 Via delle Querce - Via Biscaretti
- Linea 91 Via della Cella - Piazzale Caio Mario
- Linea 92 Ospedale Giovanni Bosco - Piazzale Caio Mario
- Linea 93/ Piazza Mochino (San Mauro) - Corso Tazzoli
- Linea 94 Piazza Statuto - Via Biscaretti
- Linea 95 Stazione Lingotto - Corso Tazzoli - Via Rivalta (Grugliasco)
- Linea 95 Stazione Lingotto - Via Anselmetti - Via Biscaretti - Via Faccioli
- Linea 96 Via Amendola (Nichelino) - Corso Tazzoli
- Linea 97 Piazza Martiri della Libertà (Rivoli) - Via Biscaretti
- Linea 98 Via Portalupi (Collegno) - Via Biscaretti
- Linea 99 Piazza Carducci (Santena) - Via Plava
- Linea M1S Metropolitana (M1): Servizio sostitutivo
- Linea 102 Navetta Cimitero Parco
- Linea CP1 Via De Amicis - Via Musinè (Pianezza)
- Linea Rivoli Express Piazza Castello - Porta Susa - Castello di Rivoli
- Linea Venaria Express Via Fiochetto - Reggia di Venaria Reale
- Linea SE1 Corso Vercelli (Park Stura) - Via Lombardia (Settimo Torinese)
- Linea SE2 Corso Vercelli (Park Stura) - Via Lombardia (Settimo Torinese)
- Linea VE1 Viale Giordano Bruno (Venaria Cimitero) - Via Monte Ortigara
- Linea VE2 Ospedale Nuovo Venaria - Via Iseppon
- Linea Star 1 Corso Farini - Via Nino Bixio
- Linea Star 2 Corso Bolzano - Corso D'Azeglio
- Linea 1S Via Lombardia (Settimo Torinese) - Via Einaudi (Settimo Torinese)
- Linea LS1 Leini - Settimo Torinese
- Linea 132 Piazza Robotti (Alpignano) - Via De Amicis (Collegno)
- Linea 159A Piazza Stampalia - Via Piave (Pianezza)
- Linea 159B Piazza Stampalia - Via Gramsci (Pianezza)

L'azienda gestisce altresì circa 70 linee extraurbane che transitano nei comuni della seconda cintura di Torino e nelle province di Alessandria, Asti e Cuneo.

#### Ferrovie
GTT ha operato come gestore dell'infrastruttura e dell'esercizio ferroviario di due linee di proprietà regionale:
- Ferrovia Torino-Ceres dal 2003 al 2023;
- Ferrovia Canavesana (Settimo Torinese - Pont Canavese) dal 2003 al 2021, rimasto come gestore dell'infrastruttura fino al 2023.

#### Metropolitana

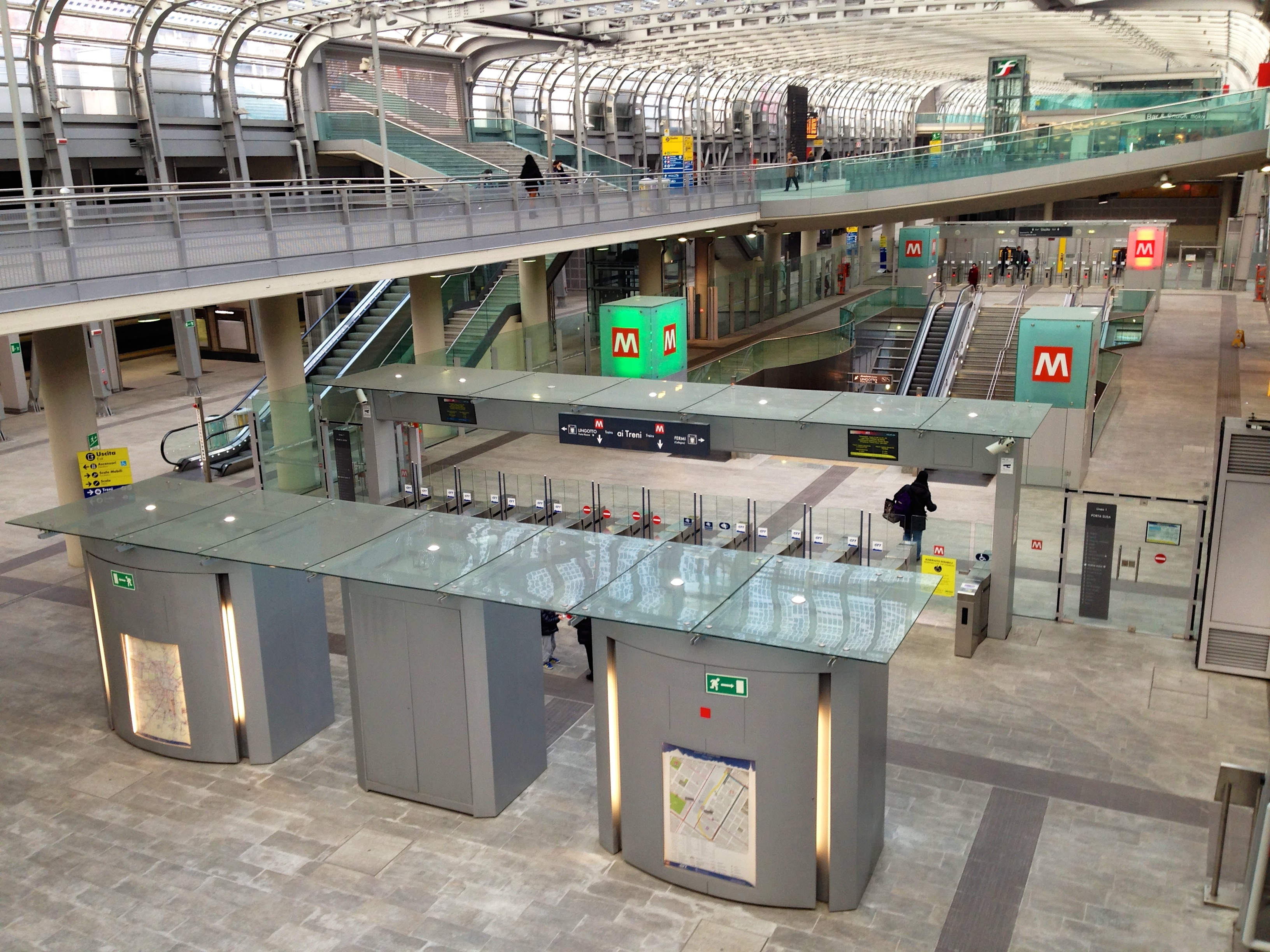
Stazione metropolitana di Porta Susa

GTT gestisce l'unica linea della metropolitana di Torino, lunga 15,1 km per un totale di 23 fermate. Esistono dei progetti per la realizzazione di una seconda linea.

#### Tram
La rete tranviaria torinese si compone di otto linee ordinarie:
- Linea 3 (Corso Tortona - Piazzale Vallette)
- Linea 4 (Strada del Drosso - Via delle Querce)
- Linea 9 (Piazza Stampalia - Corso Massimo D'Azeglio)
- Linea 10 (Piazza Statuto - Corso Settembrini / Piazzale Caio Mario)
- Linea 13 (Piazza Campanella - Piazza Gran Madre)
- Linea 15 (Via Brissogne - Piazza Coriolano)
- Linea 16 CD (Piazza Sabotino, circolare destra)
- Linea 16 CS (Piazza Sabotino, circolare sinistra)

E due linee speciali:
- Linea 7 (Piazza Castello, circolare storica)[5]
- Linea 9/ (Piazza Bernini - corso Molise, speciale stadio)[6]

### Servizi integrativi
L'azienda gestisce a Torino 50.000 posti auto in parcheggi a pagamento, di cui 7.200 in struttura.

### Servizi turistici
Il gruppo è impegnato nella gestione di alcuni servizi turistici: la tranvia a cremagliera Sassi-Superga, l'ascensore della Mole Antonelliana, i tram ristorante (Gustotram e Ristocolor), la linea tranviaria storica 7 in collaborazione con Associazione torinese tram storici e il collegamento Venaria Express, che conduce alla reggia di Venaria Reale.
L'azienda gestiva inoltre dei servizi di navigazione lungo il fiume Po tra piazza Vittorio Veneto e il quartiere Italia '61. Il 25 novembre 2016, a seguito della piena del Po le due imbarcazioni, Valentina II e Valentino I, ruppero gli ormeggi e, percorso un breve tratto del fiume portate dalla corrente, si incastrarono sotto ponte Umberto I; durante le operazioni di recupero una delle due, Valentina II, si ribaltò e venne portata via dalla corrente della piena. Venne ritrovata affondata all'altezza della diga del Pascolo.

## Sistema Informativo del Servizio (SIS)

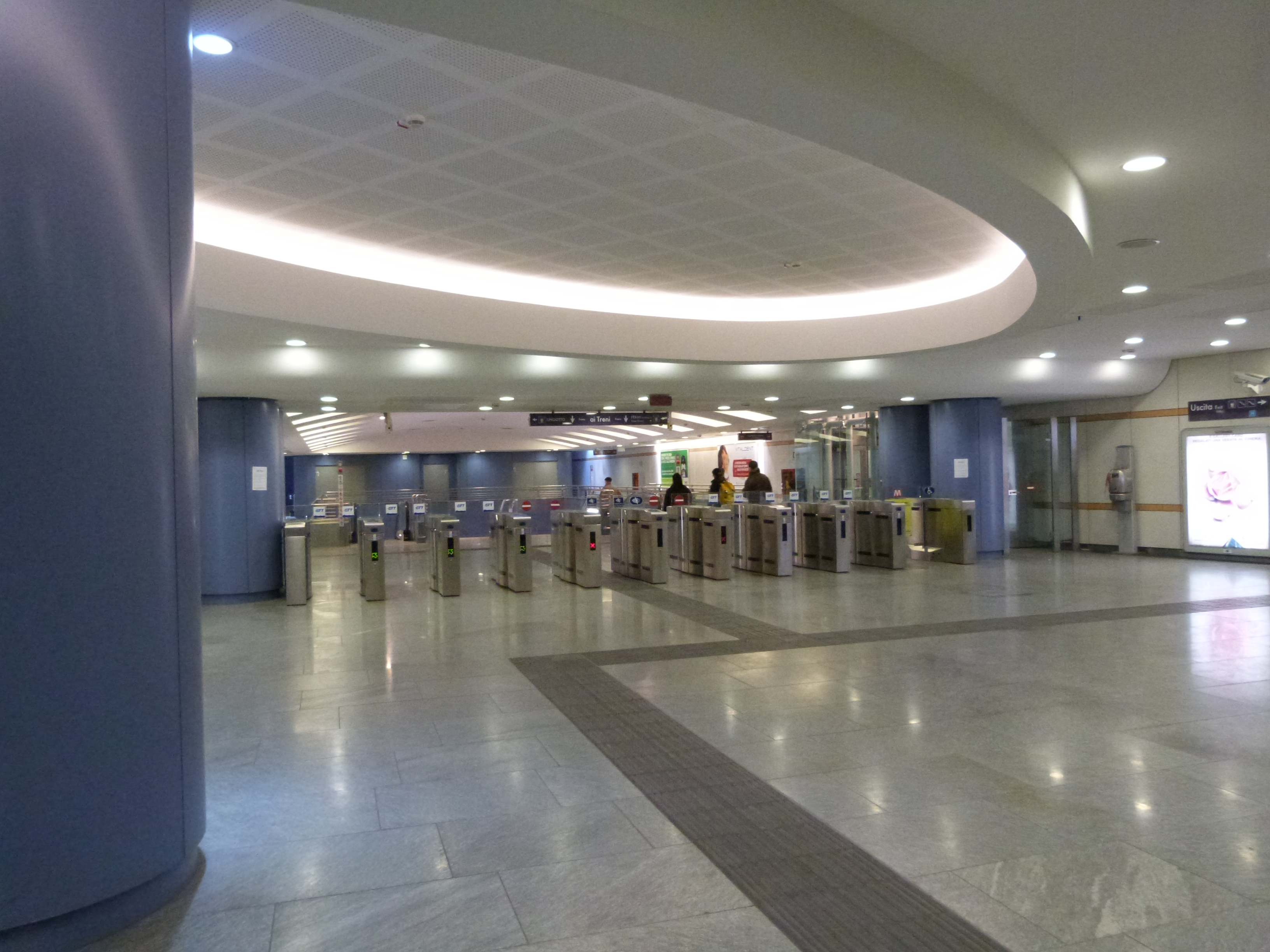
Varchi d'accesso alla metropolitana nella stazione Spezia

Tutti gli autobus consegnati dal 2008 in poi sono equipaggiati con il nuovo SIS (Sistema Informativo del Servizio). L’apparato di bordo SIS si presenta come uno schermo a cristalli liquidi (LCD) touch screen, circondato da tasti multifunzione (inizialmente disabilitati). La localizzazione del veicolo avviene mediante un sistema satellitare (GPS), coadiuvato da un odometro e da un giroscopio.
Le comunicazioni vocali avvengono tramite la rete telefonica mobile utilizzata dai telefoni cellulari (GSM). L'apparato entra in funzione con la semplice rotazione della chiave di avviamento del veicolo.
Con il nuovo SIS la regolarizzazione delle linee è migliorata decisamente rispetto al precedente impianto; ogni conducente sulla linea conosce in tempo reale l'esatto intertempo tra il suo veicolo e il veicolo che precede e/o segue sulla linea, segnalato sullo schermo da frecce colorate.
La centrale operativa conosce quindi l'esatta ubicazione di ogni veicolo in servizio sulla linea, fuori servizio o fuori linea da e per il deposito.
La prima versione del sistema SIS fu sviluppato nel 1984 dal Consorzio SIS formato da ATM (Torino), Italtel e Mizar, trasformandosi poi nel 2001 e poi nel 2008, diventando un consorzio composto da soli soggetti pubblici.

## Dati societari
Nel 2017 l'azienda ha registrato ricavi per 144,5 milioni di euro (+1,8% rispetto al 2016). Perdite dimezzate a -32,6 milioni, Ebitda pari a 23,9 milioni, Ebit a -26,2.
A fine 2018, i vari sostegni finanziari, l'affidamento a privati di alcune linee e la modifica delle frequenze delle linee grazie ai dati ricavati dalle "bippature" obbligatorie, GTT ha raggiunto il pareggio di bilancio con un utile pari a 500000 €.
Nel 2018 il numero di passeggeri è cresciuto del 2%, i ricavi totali sono aumentati del 5%, del 7% per i servizi turistici e del 21% nel settore parcheggi. È diminuito del 3% invece il costo del personale, con la riduzione di 100 lavoratori all'interno dell'azienda. (Dati in confronto al bilancio 2017).

## Impianti e rimesse

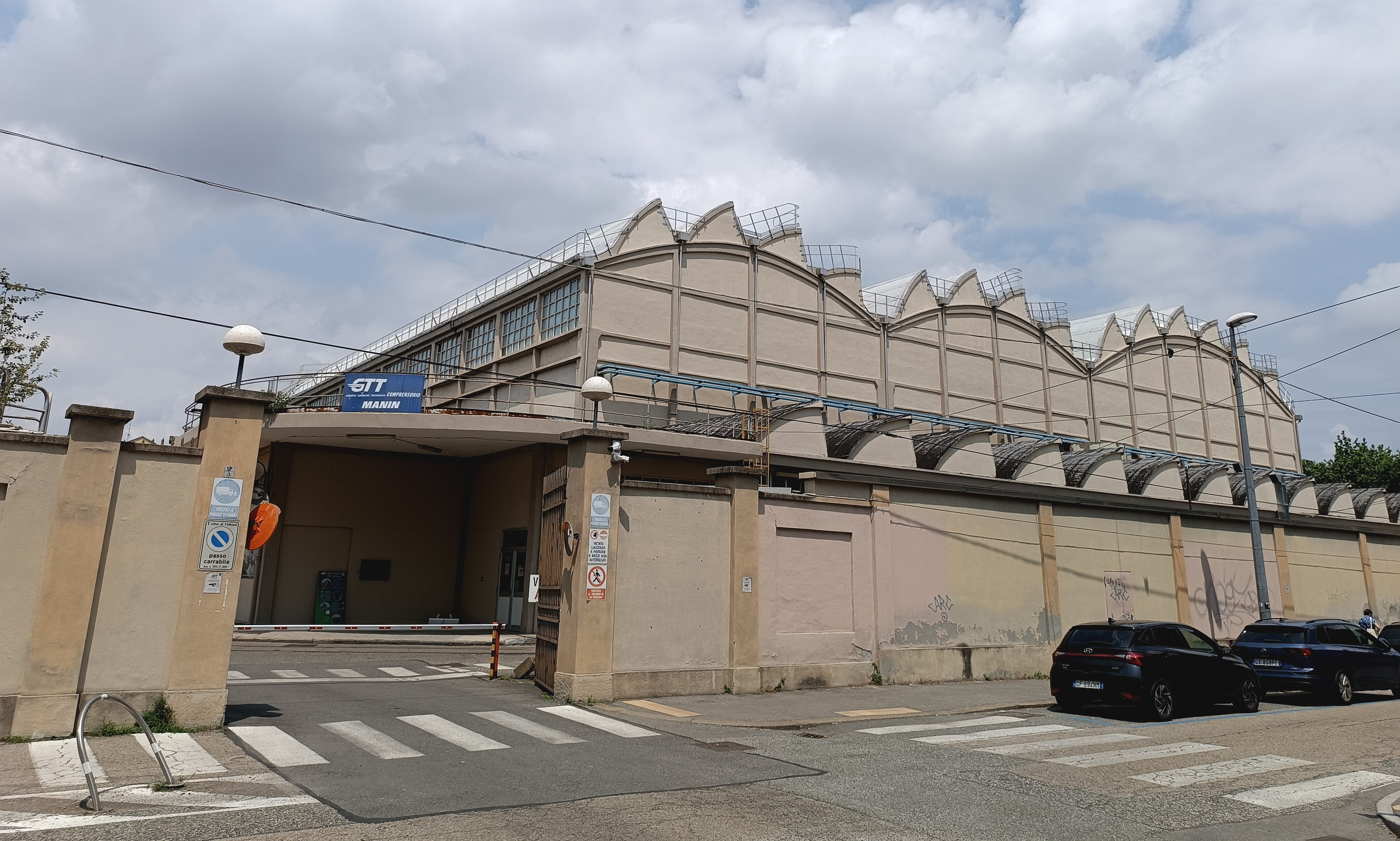
GTT Deposito Manin

GTT possiede numerosi depositi nel comune di Torino e nella provincia, che spesso svolgono una serie di attività oltre il semplice rimessaggio dei mezzi del parco veicoli:
- Stabilimento Gerbido: si trova a sud dell'omonimo quartiere, al confine con i comuni di Grugliasco e Beinasco, in Via Gorini. È il più grande deposito per estensione all'interno del comune di Torino. Svolge la funzione di rimessaggio di numerosi autobus e snodati, con buona percentuale di bus elettrici e a metano, ed è la più grande officina interna. A quel deposito fanno capo molte linee urbane della zona sud di Torino, e alcune linee extraurbane. Il cortile sud è per la maggior parte un'area di accantonamento per i bus a fine carriera o per quelli in attesa di manutenzione;
- Stabilimento Venaria: situato per metà nell'omonimo comune, a nord di Torino, è il deposito tranviario più ampio e ospita anch'esso moltissimi autobus e autosnodati. A Venaria vengono svolte riparazioni di piccola entità;
- Stabilimento San Paolo: è un deposito che svolge per metà il rimessaggio e la pulizia dei veicoli tranviari e automobilistici, per il resto è il centro principale per gli impianti fissi e la manutenzione in linea: binari, scambi, paline, fermate assieme ai veicoli di servizio per assistenza mezzi. Si trova tra corso Trapani e via Monginevro ed è l'unico a possedere due ingressi tranviari;
- Stabilimento Nizza: uno dei depositi più piccoli dell'azienda. Non è mai stato ampliato a causa della sua posizione, dietro piazza Carducci, tra il cavalcavia e la ferrovia. Al Nizza si rimessano tram e autobus in numero minore rispetto ad altri depositi. Anch'esso gestisce in parte i pezzi di ricambio dei mezzi e gli impianti fissi. Inoltre ospita la centrale 5T, che si occupa della parte informatica di gestione del traffico e dei trasporti nel comune di Torino;
- Stabilimento Tortona/Manin: è in posizione molto più centrale rispetto agli altri depositi, trovandosi in corso Tortona, zona Vanchiglietta. Ospita un buon numero di autobus a metano, rimessati per la maggior parte nel deposito Novara, situato a poche centinaia di metri. Il capannone Nervi, sito in Via Manin, ospita l'officina tranviaria più ampia: qui i tram subiscono molti interventi di manutenzione. Ospita inoltre qualche bus elettrico e una piccola officina bus;
- Deposito Novara: si tratta di un distaccamento dello stabilimento di corso Tortona, in corso Novara 128/A. È composto solamente da un cortile e dall'impianto di rifornimento del metano. Sono rimessati un buon numero di autobus e autosnodati a metano;
- Deposito Sassi: il più piccolo in assoluto. Situato in piazza Modena, è annesso con la stazione di valle della tranvia Sassi-Superga ed è il deposito di rimessaggio dei veicoli della stessa. Spesso era utilizzato per rimessare i veicoli storici dell'ATTS in attesa di restauro.
- Deposito Collegno: situato in pieno territorio comunale di Collegno a circa 500 metri dal capolinea Fermi, è il deposito della metropolitana. Il più grande in assoluto per estensione, ospita i capannoni di rimessaggio dei veicoli della metropolitana, il centro di comando e controllo, l'officina completa e una pista di prova.
- Autostazione Fiochetto: È un piccolo deposito dedicato esclusivamente al settore extraurbano. Oltre al rimessaggio e a lavaggio veicoli sono presenti numerosi stalli per le partenze delle linee dirette verso la parte nord della provincia. Funge quindi anche da Autostazione.
- Altri depositi dedicati al servizio extraurbano, siti in territorio provinciale: Rubiana, Condove, Giaveno, Cumiana, Canale d'Alba, Cerrina Monferrato, Chivasso, Ivrea, Rivarolo, Forno Canavese, Ciriè.

## Parco mezzi
GTT dispone di un variegato parco mezzi composto da autobus, autosnodati, minibus, tram, e convogli metropolitani. Ad essi si aggiungono i vari veicoli di servizio impiegati per servizi di manutenzione ordinaria e straordinaria e pronto intervento.

### Autobus

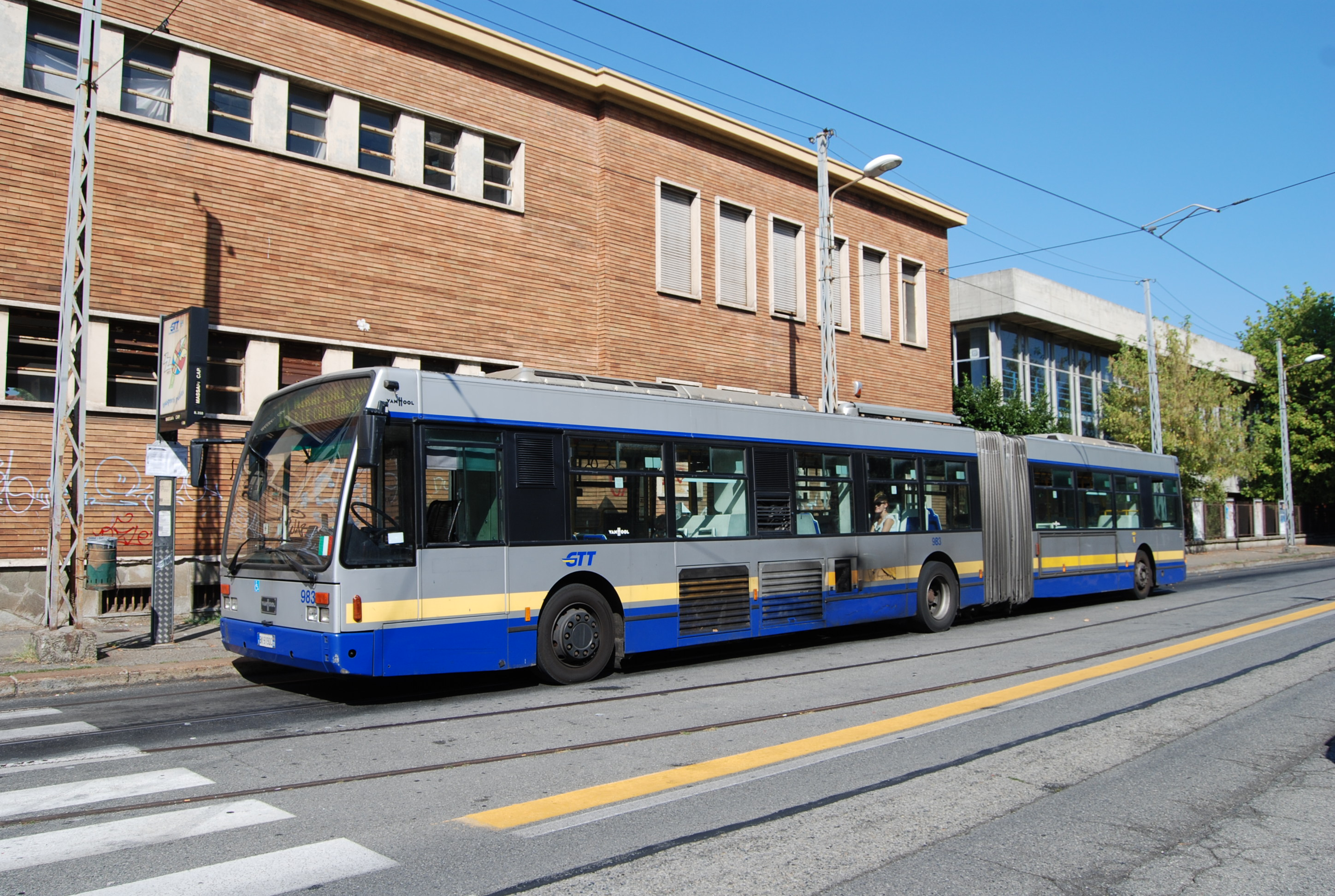
Van Hool AG300 (modello dismesso dal 20 dicembre 2024) in servizio sulla linea 10

La flotta autobus, che comprende modelli con allestimenti urbani, suburbani ed extraurbani di varie dimensioni, è particolarmente eterogenea. I mezzi sono perlopiù alimentati a gasolio con una presenza massiccia di mezzi a gas naturale compresso (GNC) e una buona presenza di veicoli elettrici.
Essa è formata da circa 1000 mezzi, di cui circa 700 per il servizio urbano/suburbano, circa 300 per l'extraurbano e in aggiunta altri 80 mezzi (di forma e modello particolarmente eterogenei) della società privata Ca.Nova, dal 2022 acquisita al 100% dopo una decennale collaborazione. Questi ultimi non sono presenti in lista.
| Modello                 | Immatricolazione | Tipologia   | Lunghezza | Alimentazione          | In servizio dal | Note                              |
| ----------------------- | ---------------- | ----------- | --------- | ---------------------- | --------------- | --------------------------------- |
| Irisbus Citelis         | 790 - 797        | Urbano      | 18 m      | Gasolio                | 2010            | 1 unità dismessa                  |
| Irisbus Citelis         | 800 - 874        | Urbano      | 18 m      | Gasolio                | 2011-2014       | 2 unità dismesse                  |
| Irisbus Citelis         | 1310 - 1313      | Urbano      | 18 m      | Gas naturale compresso | 2010            |                                   |
| Irisbus Citelis         | 3000 - 3099      | Urbano      | 12 m      | Gasolio                | 2009-2010       | 4 unità dismesse                  |
| Irisbus Citelis         | 3300 - 3380      | Urbano      | 12 m      | Gasolio                | 2012-2013       | 2 unità dismesse                  |
| Mercedes-Benz Conecto   | 1350 - 1396      | Urbano      | 18 m      | Gasolio                | 2019-2020       |                                   |
| Mercedes-Benz Conecto   | 2400 - 2447      | Urbano      | 12 m      | Gas naturale compresso | 2019-2020       |                                   |
| Mercedes-Benz Conecto   | 3400 - 3440      | Urbano      | 12 m      | Gasolio                | 2019            |                                   |
| BYD K9UB-DW             | 9000 - 9059      | Urbano      | 12 m      | Elettrica              | 2021-2022       |                                   |
| BYD K9UD                | 9060 - 9119      | Urbano      | 12 m      | Elettrica              | 2023            |                                   |
| BYD K9UD                | 9120 - 9121      | Urbano      | 12 m      | Elettrica              | 2025            | In servizio sulla rete di Ivrea   |
| Menarinibus Citymood    | 9200 - 9251      | Urbano      | 12 m      | Gas naturale compresso | 2023            |                                   |
| Menarinibus Citymood    | 9252 - 9261      | Urbano      | 12 m      | Gas naturale compresso | 2024            |                                   |
| Iveco Bus Urbanway      | 9300 - 9318      | Urbano      | 18 m      | Gas naturale compresso | 2024            |                                   |
| Iveco Bus Urbanway      | 9320 - 9356      | Urbano      | 18 m      | Gas naturale compresso | 2024            |                                   |
| Iveco Bus E-Way         | 9400 - 9474      | Urbano      | 12 m      | Elettrica              | 2025            |                                   |
| BYD K9UB                | 30E - 49E        | Urbano      | 12 m      | Elettrica              | 2017            |                                   |
| BYD K7                  | 50E - 57E        | Urbano      | 8,8 m     | Elettrica              | 2019            |                                   |
| INDCAR e-B6             | 60E - 69E        | Urbano      | 5,9 m     | Elettrica              | 2025            |                                   |
| INDCAR e-B6             | 70E - 81E        | Urbano      | 5,9 m     | Elettrica              | 2025            |                                   |
| BMC Neocity             | 110 - 115        | Urbano      | 8,5 m     | Gasolio                | 2020            | 2 in servizio sulla rete di Ivrea |
| Irisbus Crossway LE     | 1150 - 1168      | Suburbano   | 12 m      | Gasolio                | 2013-2014       |                                   |
| Irisbus Crossway        | 230 - 241        | Extraurbano | 10,6 m    | Gasolio                | 2013            |                                   |
| Irisbus Crossway        | 320 - 365        | Extraurbano | 12 m      | Gasolio                | 2012-2013       | 2 unità dismesse                  |
| Iveco Bus Crossway LE   | 366 - 406        | Extraurbano | 12 m      | Gasolio                | 2019            | 1 unità dismessa                  |
| Iveco Bus Crossway Line | 601 - 650        | Extraurbano | 12 m      | Gasolio                | 2023            |                                   |
| Iveco Bus Crossway Line | 651 - 692        | Extraurbano | 12 m      | Gas naturale compresso | 2023            |                                   |
| Irisbus MyWay           | 4000 - 4099      | Extraurbano | 12 m      | Gasolio                | 2003-2005       | 73 unità dismesse                 |
| Irisbus Arway           | 500 - 502        | Extraurbano | 15 m      | Gasolio                | 2008            | 1 unità dismessa                  |

### Tram

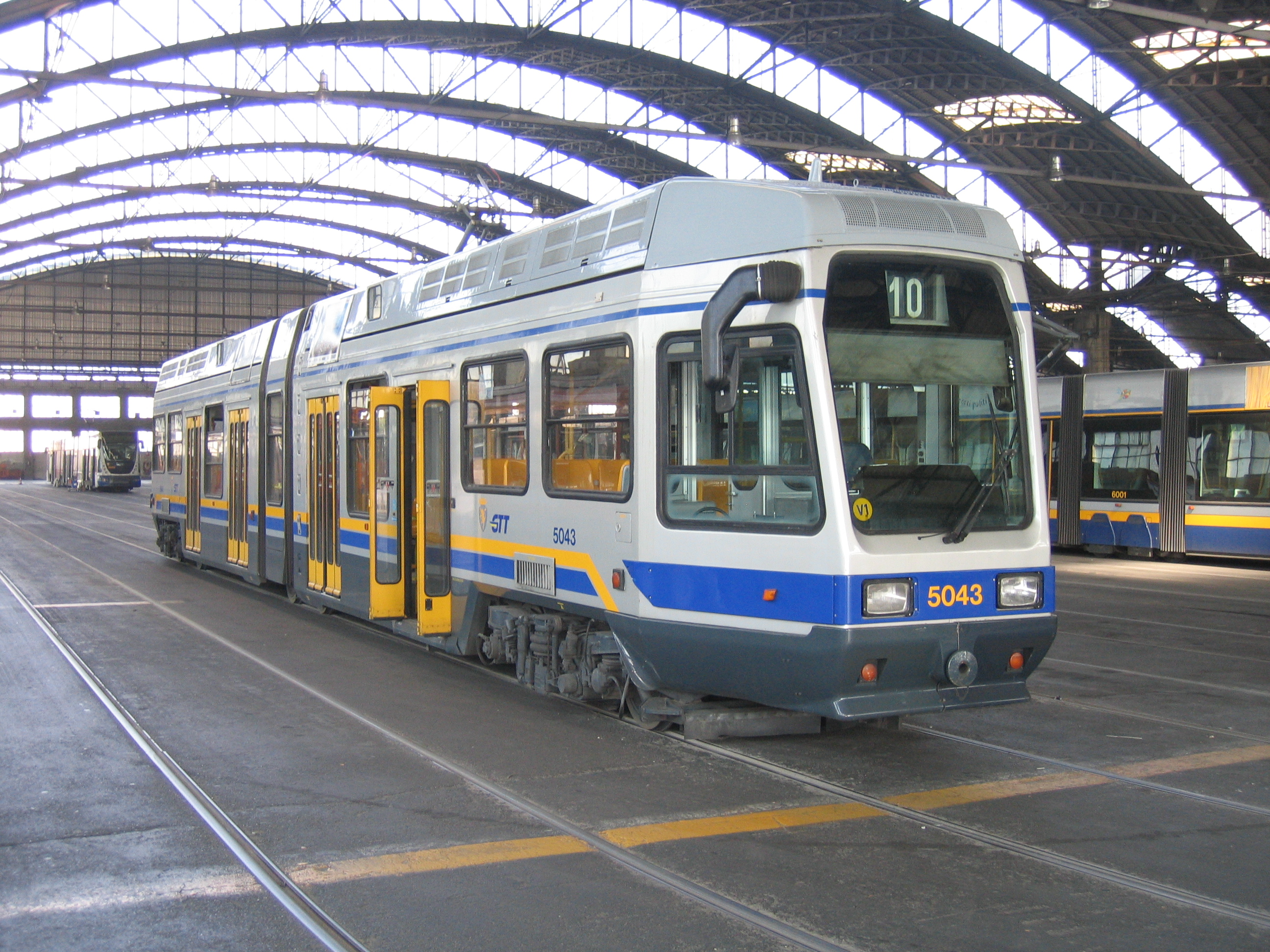
Tram serie 5000

Il parco mezzi tranviario risale in gran parte al XX secolo, fatta eccezione per gli Alstom Cityway della serie 6000, entrati in servizio a partire dal 2001 e gli Hitachi Serie 8000, in servizio dal 2023. Tra i tram figurano vetture allestite come tram ristoranti (2 unità) o per eventi particolari in collaborazione con l'Associazione torinese tram storici (ATTS), e un tram Spandisabbia (non presenti nell'elenco sottostante). La flotta storica consta di 15 tram, di diversa età e provenienza, ed è la maggiore in Italia. Fino al 2013 erano in servizio inoltre i tram della serie 7000, poi accantonati.
Le vetture della serie 2800 dispongono di una livrea arancione, fatta eccezione per cinque esemplari che hanno una colorazione verde bitonale; le rimanenti vetture sono colorate con la livrea dei colori aziendali ossia grigio, blu e giallo.
Dal febbraio 2022, GTT sta ricevendo i nuovi tram Serie 8000 monodirezionali da 28 metri, ordinati in 70 esemplari alla Hitachi Rail, che andranno a sostituire quelli arancioni della serie 2800. Dall'11 settembre 2023 hanno iniziato il servizio commerciale partendo dalla linea 9 e successivamente sulla linea 10.
| Modello    | Immatricolazione | Lunghezza | Alimentazione      | In servizio dal | Note                                                                           |
| ---------- | ---------------- | --------- | ------------------ | --------------- | ------------------------------------------------------------------------------ |
| Serie 2800 | 2800 - 2857      | 20 m      | Elettrica 600 V CC | 1958-1960       | Costruite unendo due tram degli anni '30. 42 unità circolanti su 103 originali |
| Serie 2800 | 2858 - 2902      | 20 m      | Elettrica 600 V CC | 1980-1982       | Costruite unendo due tram degli anni '30. 42 unità circolanti su 103 originali |
| Serie 5000 | 5000 - 5053      | 22 m      | Elettrica 600 V CC | 1989-1991       | 53 unità circolanti su 54 originali                                            |
| Serie 6000 | 6000 - 6054      | 34 m      | Elettrica 600 V CC | 2001-2004       | Tutte e 55 le unità circolanti                                                 |
| Serie 8000 | 8001 - 8070      | 28 m      | Elettrica 600 V CC | 2024            | 36 unità circolanti                                                            |